# Gigant

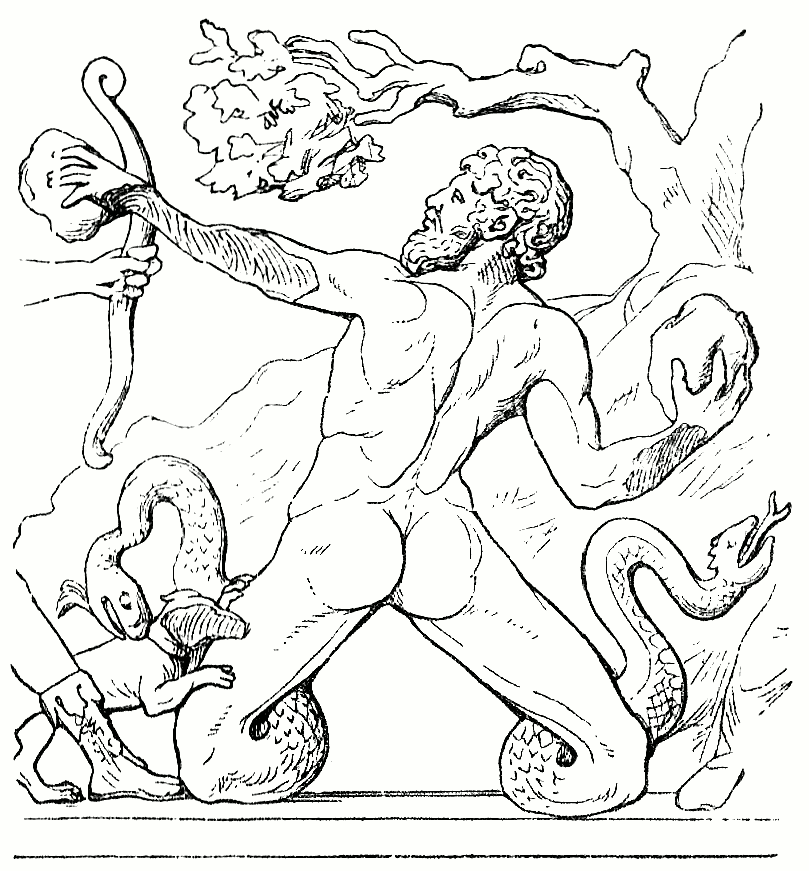
Gigant

Giganti jsou obludní dlouhovlasí obři v řecké mytologii. Když Kronos srpem, který mu dala Gaia, zbavil Úrana mužství, z Úranovy krve zrodila Gaia Giganty. Známými Giganty jsou např.: Alkyoneus, Athos, Klytios, Enkelados, Polybotes nebo Echion.
Byli potomky starších bohů, než byli bohové olympští, vynikali nesmírnou silou, a proto neuznávali vládu olympského Dia. Uposlechli svou matku, když je podněcovala ke vzpouře proti olympským bohům. Protože tito obři byli vlivem kouzelné rostliny nezranitelní, Olympanů se nebáli a připravili jim krušné chvíle. Zeus povolal na pomoc svého syna Hérakla.
Giganti se nevzdali, i když jejich osud byl zpečetěn. Jako první zahynul nejsilnější z nich Alkyoneus. Toho Héraklés zranil otráveným šípem, pak zápasili a Héraklés ho přehodil přes hranice rodné země, v níž byl obr nesmrtelný. Nato Héfaistos mrštil na Giganta Klytia rozpálené železo. Athéna na Giganta Enkelada vrhla celý ostrov Sicílii a Poseidón srazil do moře Giganta Polybota kusem ostrova. Většinu ostatních srazil Zeus bleskem. Nakonec je Héraklés do jednoho pobil.
Giganti byli nejprve zobrazování v lidské podobě, později měli hadí těla, křídla, lví hlavy, pařáty. Ještě později jako vousatí statní válečníci, s přilbou, štítem a zvířecí kůži. Někdy však také jako mladiství a bezvousí, dokonce i zcela nazí.
Podle nejstarších bájí bývali Giganti pohřbívání pod ostrovy nebo jinde a lidé tak vysvětlovali činnost sopek.
Boj Gigantů s bohy (gigantomachie) se stal velmi častým námětem výzdoby náboženských objektů ve starém Řecku a upomínal na neměnitelnost vesmírného řádu ochraňovaného bohy. Byl například zachycen na Diově oltáři v Pergamu, který byl ve starověku pokládán za jeden z divů světa.